# Maksim Sjabalin
Maxim Andrejevitj Sjabalin (ryska: Максим Андреевич Шабалин), född 25 januari 1982 i Samara, Ryssland, är en rysk konståkare. Tillsammans med sin partner Oksana Domnina vann han brons i isdans vid Olympiska vinterspelen i Vancouver 2010.